# تاتسوکی فوجیموتو
تاتسوکی فوجیموتو (به انگلیسی: Tatsuki Fujimoto) ⁪ (ژاپنی: 藤本 タツキ هپبورن: Fujimoto Tatsuki, زاده ۱۰ اکتبر ۱۹۹۲ یا ۱۹۹۳ ) یک هنرمند مانگا ژاپنی است که به خاطر آثارش فایر پانچ و چینسا من شناخته شده‌است.
فوجیموتو در ۱۰ اکتبر ۱۹۹۲ یا ۱۹۹۳  در نیکاهو، استان آکیتا ژاپن متولد شد. او طراحی را از سنین پایین شروع کرد. به دلیل نبود مدرسه مقدماتی در نزدیکی محل زندگی، او به کلاس‌های نقاشی رفت که پدربزرگ و مادربزرگش در آن شرکت می‌کردند و نقاشی رنگ روغن را تمرین کرد. او در سال ۲۰۱۴ در رشته نقاشی غربی از دانشگاه هنر و طراحی توهوکو در یاماگاتا، استان یاماگاتا فارغ‌التحصیل شد.

## آثار

### مانگاهای سریال سازی شده
- فایر پانچ (ファイアパンチ Faia Panchi؟) (۲۰۱۶–۲۰۱۸) — در شونن جامپ+ و توسط شوئیشا در هشت جلد منتشر شده‌است
- چینسا من (チェンソーマン Chensō Man؟) (۲۰۱۸–تاکنون) — مجموعه‌ای در هفته‌نامه شونن جامپ (۲۰۱۸–۲۰۲۰) و شونن جامپ+ (۲۰۲۲–اکنون) و توسط شوئیشا در سیزده جلد منتشر شده‌است.

### وان شات‌ها
- Seigi no Mikata (正義の見方؟, "Sense of Justice") (۲۰۱۳) — منتشر نشده
- Kami Hikouki (かみひこうき؟, "Paper Planes") (۲۰۱۳) — منتشر نشده
- Tatsuki Fujimoto Before Chainsaw Man (藤本タツキ短編集 Fujimoto Tatsuki Tanpenshū؟, "Tatsuki Fujimoto's Short Stories") (۲۰۲۱) — دو جلد جمع‌آوری شده از اولین وان شات‌های فوجیموتو
  - A Couple Clucking Chickens Were Still Kickin' in the Schoolyard (庭には二羽ニワトリがいた Niwa ni wa Niwa Niwatori ga ita؟) (۲۰۱۱)
  - Sasaki Stopped a Bullet (佐々木くんが銃弾止めた Sasaki-kun ga Juudan Tometa؟) (۲۰۱۳)
  - Love is Blind (恋は盲目 Koi wa Moumoku؟) (۲۰۱۳) — بعداً در Jump SQ.19 منتشر شد
  - Shikaku (シカク؟) (۲۰۱۴) — منتشر شده در Jump SQ.19
  - Mermaid Rhapsody (人魚ラプソディ Ningyo Rhapsody؟) (۲۰۱۴) — Published in Jump SQ.19
  - Nayuta of the Prophecy (予言のナユタ Yogen no Nayuta؟) (۲۰۱۵) — Published in Jump Square
  - Woke-Up-as-a-Girl Syndrome (目が覚めたら女の子になっていた病 Me ga Sametara Onnanoko ni Natteita Yamai؟) (۲۰۱۷) — Published in Shōnen Jump+
  - Sisters (妹の姉 Imōto no Ane؟) (2018) — Published in Jump Square
- به عقب نگاه کن (ルックバック Rukku Bakku؟) (۲۰۲۱) — در شونن جامپ+ منتشر و در یک جلد گردآوری شده‌است
- خداحافظ، اری (さよなら絵梨 Sayonara Eri؟) (۲۰۲۲) — در شونن جامپ+ منتشر و در یک جلد گردآوری شده‌است
- فقط به آهنگ گوش بدید (フツーに聞いてくれ Futsū ni Kiitekure؟, "Listen to Me Normally") (۲۰۲۲) — تصویر شده توسط Oto Tōda. منتشر شده در شونن جامپ+

## یادداشت
1. 1 2  در سال ۲۰۱۷، کوهارو ناگایاما (خود فوجیموتو با نام مستعار که ادعا می‌کند خواهر کوچکترش است) در توییتر نوشت که نویسنده «۲۴، ۲۵ یا ۲۶ ساله» خواهد بود و همچنین نویسنده در آن سال ۲۵ ساله خواهد شد. شوگاکوکان همچنین اظهار داشته که نویسنده در سال ۱۹۹۲ به دنیا آمده ولی با این حال، طبق گفته‌های Shihei Lin (ویراستار فوجیموتو) و شوئیشا، او در سال ۲۰۱۱ زمانی که اولین اثر تک شات خود را منتشر کرد ۱۷ ساله بود و به گفته اوریکون او متولد ۱۹۹۳ است.